# Herb gminy Parchowo
Herb gminy Parchowo – symbol gminy Parchowo.

## Wygląd
Herb przedstawia na tarczy typu gotyckiego, podzielonej w pas na dwie części, w górnym polu, na żółtym tle, czarną postać gryfa pomorskiego zwróconego w prawą stronę, natomiast w dolnym – niebiesko-zielona szachownica.